# Изар Коен
Изар Коен (хебр. יזהר כהן‎, романизовано Izhar Cohen; Гиватајим, 13. март 1951) израелска је поп и поп-фолк певач, композитор, позоришни и филмски глумац и јувелир. Године 1978. донео је Израелу прву победу на Песми Евровизије са песмом A-Ba-Ni-Bi.

## Биографија
Изар је рођен у предграђу Тел Авива, у породици музичара јеменитског порекла. Већ као петогодишњи дечак почео је да пева у породичној музичкој групи коју су водили његови родитељи. Током служења војног рока наступао је у војној певачкој групи, а након одлсзужења војног рока започео је са солистичком каријером. Први солистички албум под насловом Скривени снови објавио је 1976, а одличне реакције публике за кратко време су му донеле статус једног од најтраженијих певача у том периоду. 
Коен је предсатављао Израел на Евросонгу у Паризу 1978, а његова песма A-Ba-Ni-Bi коју је извео у пратњи петочлане групе Алфабета, убедљиво је тријумфовала са чак 32 бода више у односу на другопласираног представника Белгије. Била је то уједно и прва победа Израела у историји њиховог учешћа на том музичком такмичењу. Представљао је Израел и на Евросонгу 1985. у Гетеборгу где је са песмом Olé, Olé заузео укупно пето место. 
Током каријере објавио је укупно 7 студијских албума. 